# James Hansen Newman
James Hansen Newman (* 16. října 1956 na Pacifických ostrovech ve správě USA) je vědec, učitel a americký kosmonaut. Ve vesmíru byl čtyřikrát.

## Život

### Studium a zaměstnání
V roce 1974 zdárně ukončil střední školu La Jolla High School ve městě San Diego v Kalifornii a poté absolvoval vysokoškolské studium se zaměřením na fyziku. Na Rice University v Houstonu získal v roce 1984 titul doktora a zůstal zde jako učitel, profesor.
V roce 1985 byl přijat do NASA, v letech 1990 až 1991 absolvoval výcvik a poté byl zařazen do oddílu astronautů. V něm zůstal do roku 2008.
Po odchodu z NASA učil na námořní akademii v Moneterey
Používal přezdívku Jim. Oženil se s Mary Lee, rozenou Pieperovou.

### Lety do vesmíru
Na oběžnou dráhu se v raketoplánech dostal čtyřikrát a strávil ve vesmíru 43 dní, 10 hodin a 7 minut. Byl 298 člověkem ve vesmíru. Šestkrát vystoupil do volného vesmíru (výstupy EVA) a strávil v něm přes 43 hodin.
- STS-51 Discovery 12. září 1993 – 22. září 1993,
- STS-69 Endeavour (7. září 1995 – 18. září 1995)
- STS-88 Endeavour (4. prosince 1998 – 13. prosince 1998)
- STS-109, Columbia (1. března 2002 – 12. března 2002)